# サイ・エンタープライズ
株式会社サイ・エンタープライズは、1979年から1987年まで存在した日本の映像ソフト制作・配給会社。
一般向けのオリジナルビデオ、成人向けオリジナルアニメビデオを発売していた「オレンジビデオハウス」と、アダルトビデオを発売していた「スキット倶楽部」の各レーベルを運営した。

## 概要
1979年10月、株式会社テレキャスジャパンの子会社として設立。映像ソフト制作会社としてオリジナルビデオを中心とした作品を自社レーベルや大手メーカー（松竹ビデオ事業部）などを通じて発売していたほか、海外制作のドキュメンタリー作品などを自社レーベルで配給していたが、1987年1月にテレキャスジャパンが破産したのを受け、同月末に連鎖倒産した。
自社レーベルとしては、一般向け作品、アダルトアニメを中心とした「オレンジビデオハウス」と、アダルトビデオ専業の「スキット倶楽部」の2つがあった。「オレンジビデオハウス」はリリース本数は少なかったものの作品傾向は多様で、スプラッタもの（『ギニーピッグ』シリーズ、『ジャンク』シリーズ）、映画名作選（『バスター・キートン傑作集』、『ハロルド・ロイド傑作集』）、音楽もの（メトロファルス『メトロファルス』）、スポーツもの（『ゴルフUSオープン史』）、アニメーション（『ドリームハンター麗夢』、『直子のトロピックエンジェル 〜漂流〜』）などがラインナップされていた。一方「スキット倶楽部」は伊勢鱗太朗の『本番BODYマガジン』シリーズなどの企画ものや、日活ロマンポルノにも出演した小林愛（小林あい）の単体デビュー作などをリリースしていた。
代表作である『ギニーピッグ』シリーズは、当時映画館やテレビに比べて規制が少なかったオリジナルビデオというフォーマットに着目し、日本では初めて残酷・スプラッタ表現を本格的に追求した作品である。人体を弄ぶシーンは特殊技術を駆使してリアリティーを追求し、カルト作品として一部の愛好家たちから熱烈な支持を受けた。同社では「ミッドナイト25」制作によるオリジナル作品4作品とメイキング2作品が発売され、以後ジャパンホームビデオに制作・発売が引き継がれた。
またアニメーション作品の代表作である『ドリームハンター麗夢』シリーズは、当初アダルト指定作品としてオレンジビデオハウスより発売されたが、一部で高い支持を受けたことから、同レーベルより一般向けの改訂版が発売され、続編となる一般向けの2作目と3作目がキングレコードを通じてリリースされた。3作目の発売直前にサイ・エンタープライズは倒産したが、その後も他社で続編が作られる人気シリーズとなった。このほか、同社制作によるアニメーションでは、『スーパーアダルトアニメ』と題された劇画家を原作に迎えたシリーズ（羽中ルイ『青い体験』、あがた有為『ザ・サティスファクション』、ダーティ・松本『堕天使たちの狂宴』）や、映画『青い珊瑚礁』をモチーフにしたような『直子のトロピックエンジェル 〜漂流〜』が後年もしばしば話題に上る作品である。
サイ・エンタープライズ消滅後の1989年、東京・埼玉連続幼女誘拐殺人事件の宮﨑勤死刑囚が自宅に保管していた膨大なビデオの中に『ギニーピッグ』シリーズがあったため、それまでになく同シリーズの作品がクローズアップされた。同死刑囚の犯行にこれらのビデオが影響を与えたのではないかという憶測が飛び交い、毎日新聞（1989年11月6日東京朝刊）によれば、特に犯行行為を類推させる『ギニーピッグ 2 血肉の華』は、同年11月5日までに27県で有害図書の指定がなされた。同死刑囚は公判でこれらのビデオの影響を否定したが、規制の動きは『ギニーピッグ』シリーズにとどまらず、一部のホラー映画にまで拡大した。

## 主な作品
『ギニーピッグ』シリーズ
- ギニーピッグ　悪魔の実験　（1985年9月5日、オレンジビデオハウス）
- ギニーピッグ 2　血肉の華　（1985年11月30日、オレンジビデオハウス）
- ギニーピッグ 3　戦慄！ 死なない男　（1986年4月10日、オレンジビデオハウス）
- ギニーピッグ 4　ピーターの悪魔の女医さん　（1986年9月10日、オレンジビデオハウス）

『ジャンク』シリーズ
- ジャンク 1　死と惨劇　（1985年3月10日、オレンジビデオハウス）
- ジャンク 2　（1985年6月10日、オレンジビデオハウス）
- ジャンク 3　（1985年10月5日、オレンジビデオハウス）

『ドリームハンター麗夢』シリーズ
- ドリームハンターレム（麗夢）　（1985年6月10日、オレンジビデオハウス、ビデオ版受審：サイ・エンタープライズ）
- ドリームハンター麗夢　スペシャルバージョン 『惨夢、甦る死神博士』　（1985年12月5日、オレンジビデオハウス）
- ドリームハンター麗夢II　『聖美神女学園の妖夢』　（1986年9月5日、製作・発売：サイ・エンタープライズ、販売：キングレコード）
- ドリームハンター麗夢III　『夢隠 首なし武者伝説』　（1987年2月5日、製作・発売：サイ・エンタープライズ、販売：キングレコード）

『スーパーアダルトアニメ』シリーズ
- 青い体験　（1984年11月10日、オレンジビデオハウス、企画・製作：ミッドナイト25、LD版受審・販売：ゼロス）
- ザ・サティスファクション　（1984年12月15日、オレンジビデオハウス、企画・製作：ミッドナイト25、LD版受審・販売：ゼロス）
- 堕天使たちの狂宴　（1985年3月10日、オレンジビデオハウス、企画・製作：ミッドナイト25）
- 青い体験2　聖女隊ロストバージン　（1985年7月10日、オレンジビデオハウス）

『本番BODYマガジンシリーズ』
- 本番BODYマガジン Vol.1　（1986年4月10日、スキット倶楽部）
- 本番BODYマガジン Vol.2　（1986年8月30日、スキット倶楽部）
- 本番BODYマガジン Vol.3　（1986年11月10日、スキット倶楽部）

『超時空ロマネスクSAMY』シリーズ
- 超時空ロマネスクSAMY MISSING99　（1986年7月5日、企画・製作：サイ・エンタープライズ、TDKコア、製造・発売：TDKコア、販売：ポニーキャニオン）

『トゥインクルハート』シリーズ
- トゥインクルハート 銀河系までとどかない　（1986年12月5日、発売：サイ・エンタープライズ、販売：日本クラウン）

その他
- 青い体験　実写本番編　（1984年11月21日、オレンジビデオハウス）
- メトロファルス『メトロファルス』　（1985年1月21日、オレンジビデオハウス）
- 直子のトロピックエンジェル ～漂流～　（1985年5月10日、オレンジビデオハウス）
- 本番アイドル　小林愛19才　（1986年3月31日、スキット倶楽部）

## 関連事項
- オリジナルビデオ
- アダルトビデオ
- アダルトアニメ